# Cirsium carolinianum
Cirsium carolinianum là một loài thực vật có hoa trong họ Cúc. Loài này được (Walter) Fernald & B.G.Schub. mô tả khoa học đầu tiên năm 1948.